# 阿利彭河

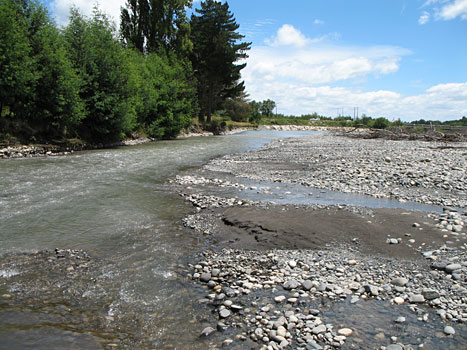
阿利彭河

阿利彭河（西班牙語：Río Allipén）是智利的河流，位於阿勞卡尼亞大區，河道全長108公里，流域面積2,325平方公里，最終注入托爾滕河，平均流量每秒146立方米。